# Stora Biografen
Stora Biografen, en biograf på Södra Allégatan 7 i Göteborg, som öppnade 6 maj 1905 och stängde 15 februari 1922. Ägare: John Jansson, 1 november 1905: Thor Zackrisson, 28 april 1906: Otto Montgomery, november 1908: AB Stora Biografen, 1 september 1912: August Carlsson och november 1917: Maxim (Biograf AB Maxim, Östra Hamngatan 35).